# دیدزبری
دیدزبری (به انگلیسی: Didsbury) یک منطقهٔ مسکونی در بریتانیا است که در منچستر واقع شده‌است. دیدزبری ۲۶٬۷۸۸ نفر جمعیت دارد.